# Pakistán en los Juegos Olímpicos de Londres 1948
Pakistán estuvo representado en los Juegos Olímpicos de Londres 1948 por un total de 35 deportistas masculinos que compitieron en 6 deportes.
El portador de la bandera en la ceremonia de apertura fue el atleta Ahmed Zahur Khan. El equipo olímpico pakistaní no obtuvo ninguna medalla en estos Juegos.